# Bentiaraq Ottosen
 Der er for få eller ingen kildehenvisninger i denne artikel, hvilket er et problem. Du kan hjælpe ved at angive troværdige kilder til de påstande, som fremføres i artiklen.

Bentiaraq Sem Arne Joelsen Ottosen (født 5. april 1994 Qaqortoq, Grønland) er en grønlandsk politiker. Han er medlem af Grønlands parlament, Inatsisartut, tidligere medlem af kommunalbestyrelsen i Kujalleq Kommune og siden 2023 næstformand for det liberale politiske parti Atassut.

## Baggrund og uddannelse
Bentiaraq Ottosen er søn af Henrik og Benedikte Ottosen, som begge har grønlandsk oprindelse. Han voksede op i Qaqortoq, hvor han gik på folkeskole i Tasersuup atuarfia fra 2000 til 2010 og på gymnasiet i Qaqortoq fra 2010. Fra 2012 studerede han på handelsgymnasiet Learnmark i Horsens, hvor han også spillede på AC Horsens' U19-hold. Efter et år i Danmark blev han student i Qaqortoq i 2015.
I 2015 blev han optaget på en bacheloruddannelse i administration på Professionshøjskolen University College Nordjylland i Aalborg, men flyttede senere til Erhvervsakademi Aarhus og vendte tilbage til Grønland før uddannelsen var færdiggjort. I 2019 flyttede han til Danmark for at fortsætte studiet som administrationsbachelor på Erhvervsakademi Aarhus, men påbegyndte derefter mureruddannelsen på Aarhus Tech.

## Politisk karriere
I 2014 blev Bentiaraq Ottosen medlem af Atassuts ungdomsafdeling. Samme år stillede han op til valget til Inatsisartut og fik 20 stemmer.
Ved kommunalvalget i 2017 fik han 96 stemmer og blev han valgt som hidtil yngste medlem af kommunalbestyrelsen i Kujalleq Kommune, da han var 23 år gammel på valgdagen. Atassut genvandt dermed et mandat i kommunalbestyrelsen efter en lang periode udenfor.
Ved det grønlandske valg i 2018 fik han 276 personlige stemmer. Han indtrådte i Inatsisartut som stedfortræder da Aqqalu C. Jerimiassen tog orlov for at være minister for erhverv og energi i Kim Kielsens fjerde regering.
Ved folketingsvalget i 2019 i Grønland fik Bentiaraq Ottosen 810 stemmer. Hans mærkesag var indførelse af værnepligt i Grønland.
Han indtrådte som medlem af Inatsisartut 1. juni 2024, efter at Siverth K. Heilmann udtrådte.
Ved Inatsisartutvalget i 2025 fik han med 281 stemmer det ene af Atassuts to mandater.

### Udvalg og kommissioner
Tidligere formand for anlægsudvalget, tidligere medlem af revisionsudvalget, miljø- og fredningsudvalget, Vestnordisk Råd, næstformand for erhvervs- og råstofudvalget. Medlem af forfatningskommissionen (2019).